# Александровка (Кореневский район)
Александровка — село в Кореневском районе Курской области. Входит в состав Толпинского сельсовета.

## География
Село находится на реке Толпинка (приток Сейма), в 89 км к юго-западу от Курска, в 9 км к северо-востоку от районного центра — посёлка городского типа Коренево, в 6,5 км от центра сельсовета  — села Толпино.
Климат
Александровка, как и весь район, расположена в поясе умеренно континентального климата с тёплым летом и относительно тёплой зимой (Dfb в классификации Кёппена).

## История
В 1697 году (7206 от сотворения мира) в селении была построена Владимирская церковь. В 1735 году было возведено новое церковное здание.

## Население
| 2002 | 2010 |
| ---- | ---- |
| 280  | ↘233 |

## Инфраструктура
Личное подсобное хозяйство. В селе 148 домов.

## Транспорт
Александровка находится в 14,5 км от автодороги регионального значения 38К-017 (Курск — Льгов — Рыльск — граница с Украиной), в 7 км от автодороги 38К-030 (Рыльск — Коренево — Суджа), на автодороге межмуниципального значения 38Н-567 (38К-030 — Нижняя Груня с подъездом к Гавриловка), в 2,5 км от ближайшего ж/д остановочного пункта 367 км (линия 322 км — Льгов I). Остановка общественного транспорта.
В 146 км от аэропорта имени В. Г. Шухова (недалеко от Белгорода).